# Cementerio Nacional de Chidorigafuchi

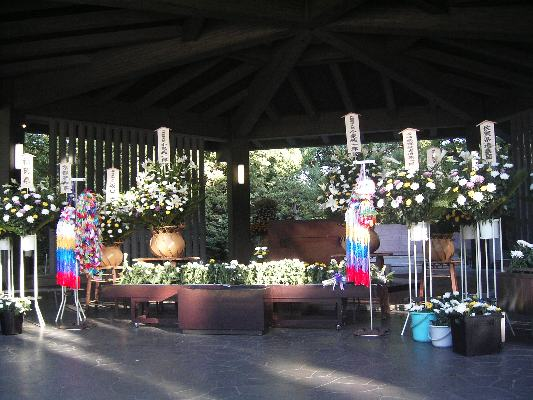
Altar del cementerio de Chidorigafuchi.

El Cementerio Nacional de Chidorigafuchi (千鳥ケ淵戦没者墓苑 Chidorigafuchi Senbotsusha Boen?) es un cementerio secular japonés para los 352.297 caídos en combate sin identificar (hasta mayo de 2007). Está ubicado en Tokio, cerca del Palacio Imperial de Japón y del Santuario Yasukuni. Este cementerio y tumba del soldado desconocido fue construido en marzo de 1959.